# Liste der Kulturdenkmale in Rugiswalde
Die Liste der Kulturdenkmale in Rugiswalde enthält die in der amtlichen Denkmalliste des Landesamtes für Denkmalpflege Sachsen ausgewiesenen Kulturdenkmale im Ortsteil Rugiswalde der Stadt Neustadt in Sachsen.

## Legende
- Bild: Bild des Kulturdenkmals, ggf. zusätzlich mit einem Link zu weiteren Fotos des Kulturdenkmals im Medienarchiv Wikimedia Commons. Wenn man auf das Kamerasymbol klickt, können Fotos zu Kulturdenkmalen aus dieser Liste hochgeladen werden:
- Bezeichnung: Denkmalgeschützte Objekte und ggf. Bauwerksname des Kulturdenkmals
- Lage: Straßenname und Hausnummer oder Flurstücknummer des Kulturdenkmals. Die Grundsortierung der Liste erfolgt nach dieser Adresse. Der Link (Karte) führt zu verschiedenen Kartendiensten mit der Position des Kulturdenkmals. Fehlt dieser Link, wurden die Koordinaten noch nicht eingetragen. Sind diese bekannt, können sie über ein Tool mit einer Kartenansicht einfach nachgetragen werden. In dieser Kartenansicht sind Kulturdenkmale ohne Koordinaten mit einem roten bzw. orangen Marker dargestellt und können durch Verschieben auf die richtige Position in der Karte mit Koordinaten versehen werden. Kulturdenkmale ohne Bild sind an einem blauen bzw. roten Marker erkennbar.
- Datierung: Baubeginn, Fertigstellung, Datum der Erstnennung oder grobe zeitliche Einordnung entsprechend des Eintrags in der sächsischen Denkmaldatenbank
- Beschreibung: Kurzcharakteristik des Kulturdenkmals entsprechend des Eintrags in der sächsischen Denkmaldatenbank, ggf. ergänzt durch die dort nur selten veröffentlichten Erfassungstexte oder zusätzliche Informationen
- ID: Vom Landesamt für Denkmalpflege Sachsen vergebene, das Kulturdenkmal eindeutig identifizierende Objekt-Nummer. Der Link führt zum PDF-Denkmaldokument des Landesamtes für Denkmalpflege Sachsen. Bei ehemaligen Kulturdenkmalen können die Objektnummern unbekannt sein und deshalb fehlen bzw. die Links von aus der Datenbank entfernten Objektnummern ins Leere führen. Ein ggf. vorhandenes Icon  führt zu den Angaben des Kulturdenkmals bei Wikidata.

## Rugiswalde
| Bild                                    | Bezeichnung                                                                                                | Lage                        | Datierung                             | Beschreibung | ID       |
| --------------------------------------- | --- | --------------------------- | ------------------------------------- | --- | -------- |
|                                         | Triangulationssäule                                                                                        | (Karte)                     | bez. 1866 (Triangulationssäule)       | Sachgesamtheit Königlich-Sächsische Triangulierung (»Europäische Gradmessung im Königreich Sachsen«); Station 53 Ruhebänke – mehrteilig, Station der Königlich-Sächsischen Triangulation, Netz 2. Ordnung, wissenschaftlich und technikgeschichtlich von Bedeutung. Vermessungssäule aus Granit von den Ruhebänken, Quader übereinandergestapelt/obeliskenartig, 4,9 m hoch, Abdeckplatte, Inschrift: „Station / RUHEBÄNKE / der / Kön:Sächs: / Triangulierung / 1866“. | 09253943 |
|                                         | Sachgesamtheitsbestandteil der Sachgesamtheit Todesmarsch Schwarzheide–Theresienstadt 1945 mit Gedenktafel | Sebnitzer Straße (Karte)    | 1980er Jahre                          | Sachgesamtheitsbestandteil der Sachgesamtheit Todesmarsch Schwarzheide–Theresienstadt 1945 mit Gedenktafel als Sachgesamtheitsteil, erinnert an den Vorbeizug der KZ-Häftlinge (Sachgesamtheit ID-Nr. 09299874) – ortsgeschichtlich von Bedeutung. Diese Tafel befand sich an der Straße von Neustadt nach Sebnitz, im Bereich des Ungerberges. Ihre Inschrift lautet: „Am 21. April 1945 zog hier die Häftlingskolonne aus dem KZ Schwarzheide vorüber, auch als Todeskolonne bekannt, weil von den 600 Antifaschisten etwa 300 umgebracht wurden.“                                     | 09299866 |
| Weitere Bilder                          | Kilometerstein                                                                                             | Sebnitzer Straße (Karte)    | 19. Jh.                               | verkehrsgeschichtlich von Bedeutung. Sandstein, halbrunder Abschluss. | 09253897 |
|                                         | Ehem. Gasthaus »Stiller Fritz«                                                                             | Sebnitzer Straße 59 (Karte) | Türstock bez. 1845                    | Obergeschoss Fachwerk verkleidet, baugeschichtlich und ortsgeschichtlich von Bedeutung. Winterfenster, Fenstergrößen und -sprossung durchgehend erhalten, Biberschwanzdeckung, Krüppelwalmdach, Obergeschoss noch eine Seite Fachwerk, verkleidet, Erdgeschoss Sandsteinquader, korbbogiger Türsturz (Granit), Freitreppe. | 09253942 |
| Direkt Bild zu diesem Denkmal hochladen | Granittürstock und Granittrog                                                                              | Talstraße 1                 |                                       | Das Haus Nr. 1 ist nicht mehr vorhanden. | 09253941 |
|                                         | Wohnstallhaus mit angebauter Scheune                                                                       | Talstraße 6 (Karte)         | 1. Hälfte 19. Jh.                     | Obergeschoss Fachwerk verkleidet, baugeschichtlich von Bedeutung. Fachwerk verkleidet, Scheunenteil Backstein. | 09253925 |
|                                         | Wohnhaus                                                                                                   | Talstraße 7 (Karte)         | 2. Hälfte 19. Jh.                     | Obergeschoss Fachwerk, baugeschichtlich von Bedeutung. Winterfenster, Fenster original, Giebel oberer Teil ornamental verschiefert, Erdgeschoss Granitgewände. | 09253926 |
|                                         | Ehem. Schule                                                                                               | Talstraße 11 (Karte)        | 2. Hälfte 19. Jh.                     | Putzbau mit Drempel und Satteldach, baugeschichtlich und ortsgeschichtlich von Bedeutung. Zweigeschossiges Wohnhaus mit Drempel, Sandsteingewände, kleine Treppe, im Giebel Zwillingsfenster. | 09253986 |
|                                         | Scheune | Talstraße 18 (Karte)        | 1. Hälfte 19. Jh.                     | Fachwerkkonstruktion, baugeschichtlich und wirtschaftsgeschichtlich von Bedeutung. Bruchsteinsockel, sonst zweiriegeliges Fachwerk mit großen Andreaskreuzen, eine Seite verbrettert. | 09253940 |
|                                         | Wohnstallhaus                                                                                              | Talstraße 25 (Karte)        | 1. Hälfte 19. Jh.                     | Obergeschoss Fachwerk verbrettert, baugeschichtlich von Bedeutung. Erdgeschoss verändert, Obergeschoss originale Fenstergrößen, Fachwerk verbrettert, Giebel verkleidet. | 09253938 |
| Direkt Bild zu diesem Denkmal hochladen | Türstock                                                                                                   | Talstraße 34 (Karte)        | bez. 1798                             | handwerklich-künstlerisch und baugeschichtlich von Bedeutung. Mit Schlussstein, Sandstein, profiliertes Gewände, altes Türblatt. | 09253902 |
|                                         | Wohnstallhaus mit angebauter Scheune                                                                       | Talstraße 37 (Karte)        | 1. Hälfte 19. Jh.                     | Wohnteil Obergeschoss Fachwerk verbrettert, noch recht authentisch, baugeschichtlich und wirtschaftsgeschichtlich von Bedeutung. Obergeschoss originale Fenstergrößen. | 09253935 |
|                                         | Wohnstallhaus                                                                                              | Talstraße 38 (Karte)        | 1. Hälfte 19. Jh.                     | Obergeschoss Fachwerk, baugeschichtlich von Bedeutung, auenbildprägend. Obergeschoss originale Fenstergrößen und -sprossung, Erdgeschoss verändert, Schieferdeckung, Giebeloberseite verbrettert, Frackdach. | 09253936 |
|                                         | Wohnhaus                                                                                                   | Talstraße 41 (Karte)        | 1. Hälfte 19. Jh., später aufgestockt | Obergeschoss Fachwerk, Giebel verbrettert, baugeschichtlich von Bedeutung. Fenstergrößen und -sprossung zum großen Teil erhalten, Giebel verbrettert, Frackdach, Erdgeschoss Sandsteingewände. | 09253937 |
|                                         | Wohnstallhaus mit angebauter Scheune                                                                       | Talstraße 47 (Karte)        | 1. Hälfte 19. Jh.                     | Wohnstallhaus Obergeschoss Fachwerk, baugeschichtlich und wirtschaftsgeschichtlich von Bedeutung. Originale Fenstergrößen, Erdgeschoss Sandsteingewände, Scheune Fachwerk, verbrettert. | 09253934 |
| Direkt Bild zu diesem Denkmal hochladen | Türstock                                                                                                   | Talstraße 50 (Karte)        | bez. 1799                             | mit Korbbogen und Schlussstein, handwerklich-künstlerisch und baugeschichtlich von Bedeutung. | 09253665 |
|                                         | Wohnstallhaus mit integriertem Scheunenteil                                                                | Talstraße 51 (Karte)        | um 1850                               | Obergeschoss Fachwerk verbrettert, baugeschichtlich und wirtschaftsgeschichtlich von Bedeutung. Obergeschoss Fenstergrößen erhalten. | 09253933 |
|                                         | Gasthaus                                                                                                   | Talstraße 53 (Karte)        | lt. Auskunft 1906                     | schlichter Putzbau, baugeschichtlich und ortsgeschichtlich von Bedeutung. Fenstersprossung zum Teil erhalten, Sandsteinsockel, Putzfassade, im Traufbereich und Giebel Zierfachwerk, Sandsteingewände, im Saalbereich großes Fenster und Namensschild. | 09253931 |
|                                         | Wohnstallhaus                                                                                              | Talstraße 54 (Karte)        | 1. Hälfte 19. Jh.                     | Obergeschoss Fachwerk, baugeschichtlich von Bedeutung. Giebel teilweise ornamental verschiefert, Erdgeschoss Sandsteingewände. Haus vermutlich durch Neubau ersetzt. | 09253930 |
|                                         | Wohnhaus                                                                                                   | Talstraße 56 (Karte)        | 1. Hälfte 19. Jh.                     | eingeschossiger Putzbau mit Satteldach, baugeschichtlich und sozialgeschichtlich von Bedeutung. Eingeschossig, Schleppdach, Giebel verbrettert, Erdgeschoss Winterfenster. | 09253929 |
|                                         | Wohnstallhaus                                                                                              | Talstraße 57 (Karte)        | um 1850                               | Obergeschoss Fachwerk, baugeschichtlich von Bedeutung. Fenstergrößen und -sprossung durchgehend original, Giebel zum Teil verbrettert, Haustür Granitgewände, Fenster Sandsteingewände, Winterfenster. | 09253928 |
|                                         | Ausgedingehaus und Scheune eines Hofes                                                                     | Talstraße 60 (Karte)        | 1. Hälfte 19. Jh.                     | Ausgedinge Obergeschoss Fachwerk verbrettert, baugeschichtlich, sozialgeschichtlich und wirtschaftsgeschichtlich von Bedeutung. Ausgedinge Obergeschoss originale Fenstergrößen und -sprossung, Scheune: Schieferdeckung, Erdgeschoss zum Teil massiv, sonst Fachwerk, verbrettert. | 09253924 |
|                                         | Wohnstallhaus                                                                                              | Talstraße 69 (Karte)        | Türstock bez. 1804                    | Obergeschoss Fachwerk verbrettert, baugeschichtlich von Bedeutung. Fenstergrößen und -sprossung im vorderen Teil erhalten, Schieferdeckung, im hinteren Teil verändert, Reste von Verschieferung, Erdgeschoss Sandsteingewände. | 09253923 |
|                                         | Wohnstallhaus                                                                                              | Talstraße 70 (Karte)        | Anfang 19. Jh.                        | Obergeschoss Fachwerk verbrettert, baugeschichtlich von Bedeutung. Obergeschoss originale Fenstergrößen, Biberschwanzdeckung, Fachwerk und Giebel verbrettert, teils verkleidet. | 09253921 |
|                                         | Wohnstallhaus und Scheune eines Bauernhofes                                                                | Talstraße 71 (Karte)        | bez. 1858                             | Wohnstallhaus Obergeschoss Fachwerk verbrettert, baugeschichtlich und wirtschaftsgeschichtlich von Bedeutung. Fenstergrößen und -sprossung weitgehend erhalten, Fachwerk teils verbrettert, Drillingsfenster im Giebel, Erdgeschoss Sandsteingewände, gerade und profilierte Türbedachung, kleine Treppe, Scheune: Granitsockel, Fachwerk verbrettert. | 09253922 |
| Direkt Bild zu diesem Denkmal hochladen | Berghotel Unger                                                                                            | Ungerbergstraße 1 (Karte)   | 1929                                  | Gasthaus – ohne Anbauten, im Heimatstil errichtet, baugeschichtlich und ortsgeschichtlich von Bedeutung. Im Obergeschoss achtfeldrig gesprosste, originale Fenster, zweigeschossig, Obergeschoss und Giebel verbrettert, Dachgaupe. | 09253946 |
|                                         | Gedenkstein für Julius Mißbach                                                                             | Ungerbergstraße 1 (Karte)   | bez. 1910                             | Stadtverordneter von Neustadt, dem Erschließer des Ungers 1883, Sandsteinmonolith mit Medaillon und Inschrift, ortsgeschichtlich von Bedeutung. Inschrift: „Dem Erschließer des Ungers Julius Missbach – gewidmet 1910.“ Julius Mißbach (1831–1896), Zeitungsredakteur, Stadtverordneter, gründete u. a. 1877 die Neustädter Gruppe des Gebirgsvereins für die Sächsische Schweiz, gründete 1862 den Turnerbund für den Meißner Hochlandgau, dessen Vorsitzender er wurde, 1883 kam von ihm der entscheidende Beitrag zur Grundsteinlegung des Ungerturmes sowie zum Bau der Gaststätte. | 09253945 |
| Weitere Bilder                          | Aussichtsturm auf dem Ungerberg                                                                            | Ungerbergstraße 1 (Karte)   | bez. 1885                             | Aussichtsturm auf dem Ungerberg – auf oktogonalem Sockel mit Freitreppe, ab Balkonhöhe rund, mit Aussichtsplattform auf Konsolen, baugeschichtlich und ortsgeschichtlich von Bedeutung. „Dem hohen Protector des Gebirgsvereins für die Sächsische Schweiz, Seiner Königlichen Hoheit Prinz Georg Herzog zu Sachsen gewidmet am 14. Juni 1885.“ Turm auf oktogonalem Sockel mit Freitreppe, ab Balkonhöhe rund, mit Aussichtsplattform auf Konsolen, oberer Teil: 1973 um 15 m aufgestockt, Gedenktafel, darüber Medaillon mit Prinzenkonterfei.                                         | 09253944 |

## Ausführliche Denkmaltexte
1. ↑  Denkmaltext: Die Station Ruhebänke wurde im Oktober 1865 auf einer grossen Granitwacke auf den Ruhebänken östlich der Sebnitz-Neustadter Strasse, nahe der böhm. Landesgrenze errichtet. Der Königlich Sächsische Staatsfiscus war Eigentümer des Grundstückes. Als höchster Punkt auf dem Gerstenberg und an der früheren Salzstraße nach Böhmen gelegen, waren die Ruhebänke vermutlich eine Raststätte für Pferdefuhrwerke. Auf der Station haben keine Messungen stattgefunden. Sie wurde aber von den Stationen der Gradmessung aus angeschlossen. Nach der Eröffnung des Aussichtsturmes auf dem nordwestlich liegenden Unger am 14. Juni 1885 wurde dieser wegen der günstigeren Beobachtungsbedingungen die neue Station 53 der Königlich Sächsischen Triangulirung. Auf einer Gedenktafel am Turm kann man lesen: „Dem Hohen Protector / des / Gebirgsvereins f. d. sächs. Schweiz / Sr. Königl. Hoheit Prinz Georg / Herzog zu Sachsen / gewidmet / am 14. Juni 1885.“ Die Säule steht noch in vollständiger Höhe, allerdings ohne Abdeckplatte. Der Höhenbolzen ist abgebrochen. Die Pfeilerinschrift „Station / RUHEBÄNKE / der / Kön:Sächs: / Triangulierung / 1866“ ist nur noch sehr schwer lesbar, weitergehende Verwitterungen sind am Punkt nicht auszumachen. Es ist ein guter Schutz durch die Schonungseinzäunung gegeben. Der Pfeiler besteht aus mehreren Quadern, die im Unterbau auch horizontal nebeneinander liegen. Der Unterbau ist deutlich breiter als der obere Abschnitt. Eine Besteigung der Säule war nicht möglich. Die ca. 4,90 m Säule besteht aus Granit von den Ruhebänken und wurde 1866 von Gradmessungsassisstent Friedrich Robert Helmert eingemessen und aufgestellt. Im Zeitraum 1862 bis 1890 erfolgte im Königreich Sachsen eine Landesvermessung, bei der zwei Dreiecksnetze gebildet wurden. Zum einen handelt es sich um das Netz für die Gradmessung im Königreich Sachsen (Netz I. Classe/Ordnung) mit 36 Punkten und die Königlich Sächsische Triangulierung (Netz II. Classe/Ordnung) mit 122 Punkten. Geleitet wurde diese Landesvermessung durch Christian August Nagel, wonach die Triangulationssäulen auch als „Nagelsche Säulen“ bezeichnet werden. Dieses Vermessungssystem war eines der modernsten Lagenetze in Deutschland. Die hierfür gesetzten Vermessungssäulen blieben fast vollständig an ihren ursprünglichen Standorten erhalten. Sie sind ein eindrucksvolles Zeugnis der Geschichte der Landesvermessung in Deutschland sowie in Sachsen. Das System der Vermessungssäulen beider Ordnungen ist in seiner Gesamtheit ein Kulturdenkmal von überregionaler Bedeutung. (LfD/2013).